# Rodeo (San Juan)
Pour les articles homonymes, voir Rodéo (homonymie).
Rodeo (connue aussi sous le nom de Rodeo - Colola) est une ville d'Argentine, chef-lieu du département d'Iglesia, située au nord-ouest de la province de San Juan.

## Description

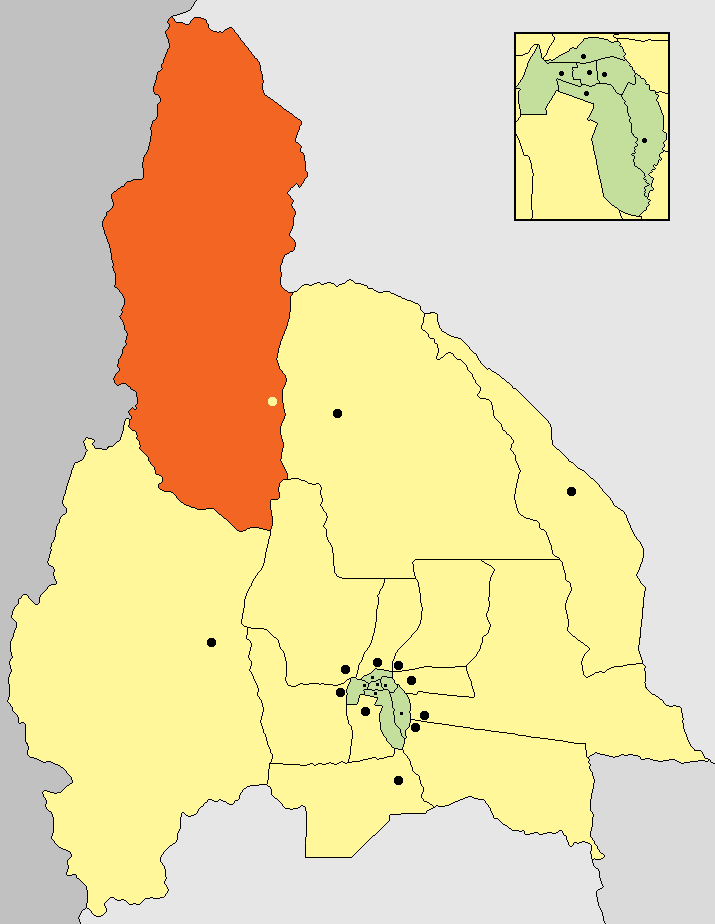
Situation de Rodeo au sein de la province de San Juan

La localité se trouve au niveau du confluent entre l' arroyo Iglesia, lui-même grossi de l'arroyo del Agua Negra venu des hauts sommets andins, et du río Jáchal dont le lit est désormais submergé par le barrage de Cuesta del Viento. Son altitude est de 1.557 mètres.
La ville a connu ces derniers temps un développement touristique important, en présence d'une infrastructure de logement en forte croissance. Elle est devenue l'une des principales attractions de la province, notamment grâce à la proximité du barrage de Cuesta del Viento qui attire de nombreux touristes et sportifs venus du monde entier.
Sa principale voie d'accès est la Route nationale 150, ce qui devrait convertir bientôt la localité en composante majeure du futur corridor bi-océanique, entre le sud du Brésil (Porto Alegre) et les ports chiliens de La Serena et Coquimbo, avec la construction d'un tunnel au niveau du col Paso de Agua Negra (4 779 mètres).

## Population
Rodeo comptait 2.393 habitants en 2001, ce qui représentait une hausse de 50,4 % par rapport aux 1.591 habitants de 1991.

## Tourisme
Aux alentours de la ville :
- Le parc national San Guillermo
- La réserve de biosphère San Guillermo, qui avec le parc sus-mentionné constitue une énorme zone protégée de 9 900 km2. Au départ de Rodeo, on y accède par la route provinciale 430, qui traverse la zone en direction du nord, jusqu'au col argentino-chilien Paso del Inca (4 815 mètres).
- La cordillère des Andes et le Paso de Agua Negra.
- Le barrage de Cuesta del Viento
- Les Thermes de Pismanta, à moins de 10 km au sud-ouest de la ville sur la RN 150.

## Galerie

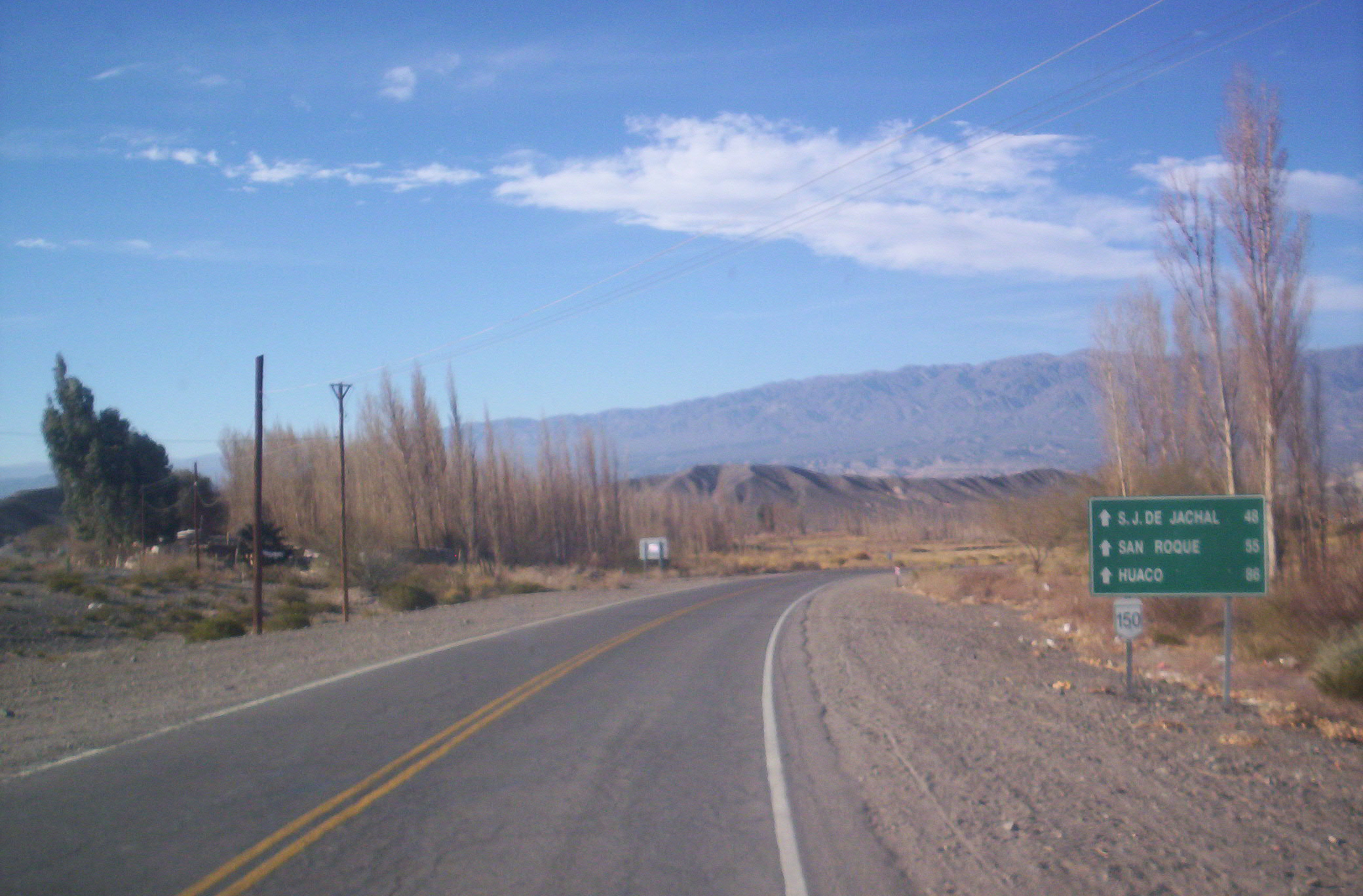
Route nationale 150, en direction de l'est, vers San José de Jáchal.
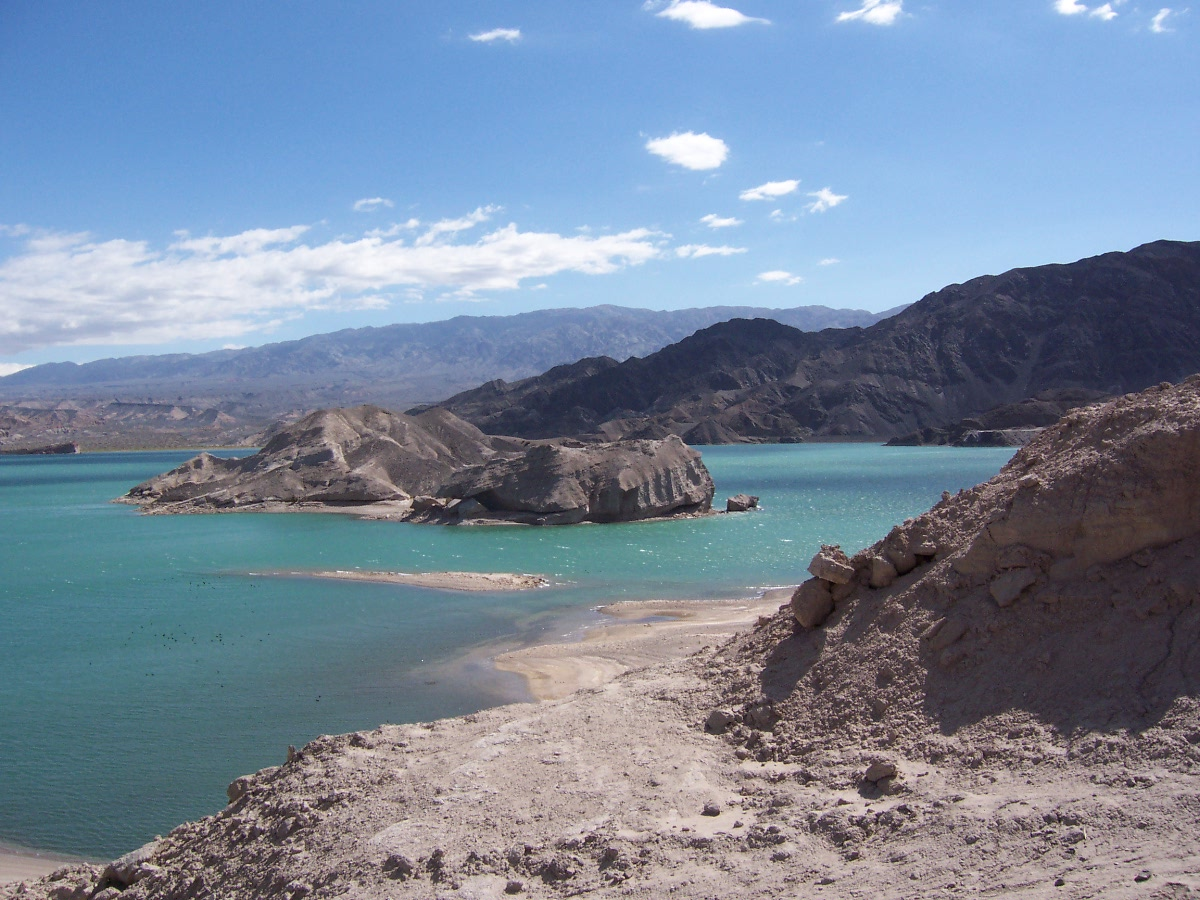
Le lac de retenue du barrage de Cuesta del Viento.
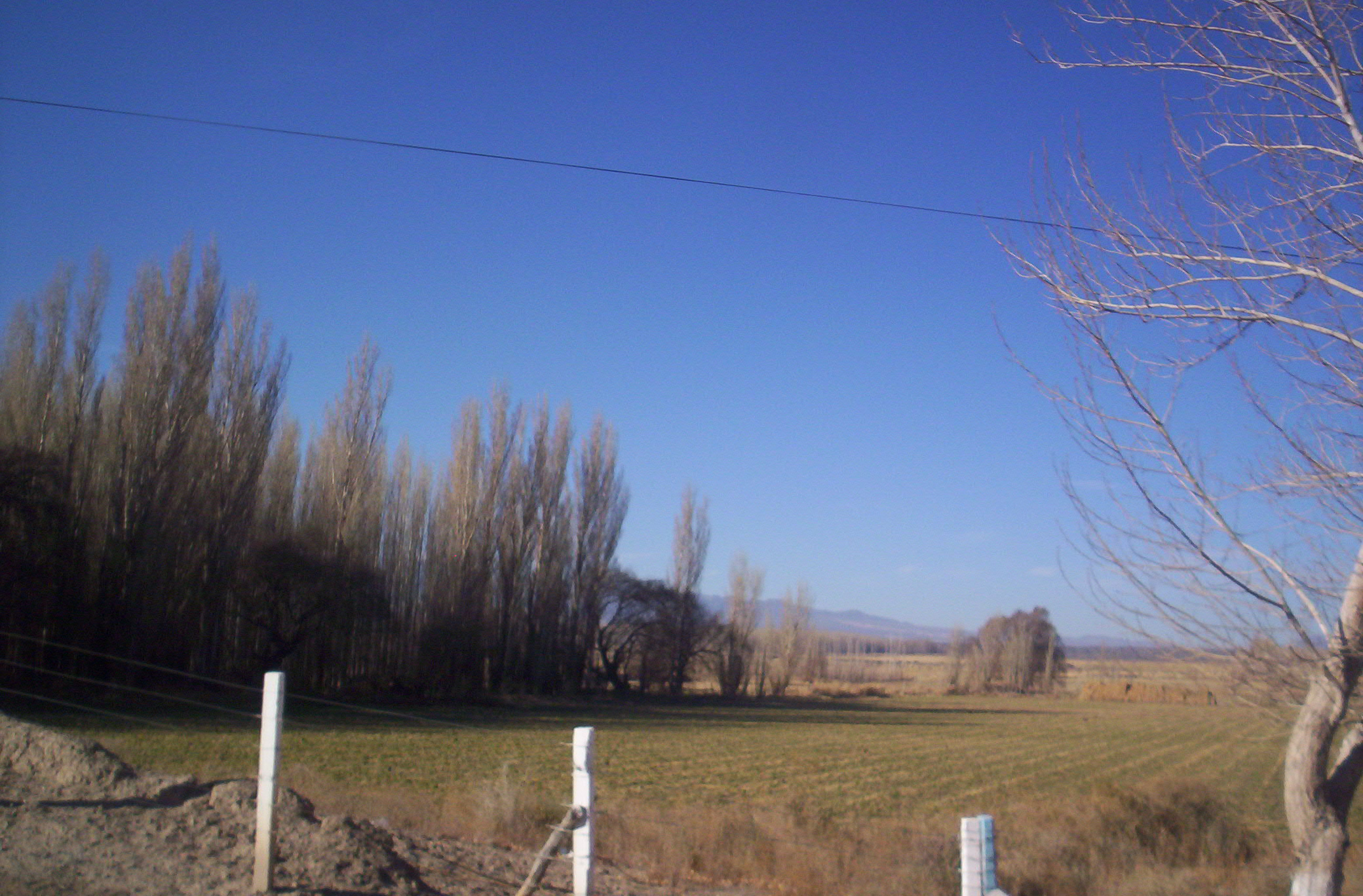
Rodeo se trouve au centre d'une fertile oasis de montagne, bien pourvue en eau.